# 切石 (身延町)
切石（きりいし）は、山梨県南巨摩郡身延町の地名である。郵便番号は409-3304。

## 地理
富士川と赤石山脈の間にあり、縦に細長い街並みが続いている。古くから甲斐国と駿河国を結ぶ駿州往還の宿場が設けられ、現在では身延町の役場が設けられている。川と山脈の間にあり、特に南側の八日市場へ続く道は日下り道（ひさがりみち）と言われ当地区は昔から交通の難所とされている。
また当地区には気象庁のアメダスが設けられており、山梨県内の天気予報では当地区の名前が頻繁に出てくる。

## 歴史
江戸時代の『甲斐国志』によると鰍沢宿から二里二六町、下山宿から一里二三町にあると記述されている。戦国時代の河内領主・穴山信君の発給文書には当宿場町の名前はなく、寛永の頃に切石宿（きりいししゅく）という宿場が設けられたとされている。北側から上宿、中宿、下宿と縦に細長い宿場町であり、中宿には名主宅を兼ねた本陣が設けられていた。また、中宿と下宿の間に夜子沢川（よごさわかわ）が流れ、江戸時代は「切石の渡し」と呼ばれる渡し船で渡河を行っていたほか、切石河岸は富士川舟運の中継河港としてもその役割を担っていた。
1872年（明治5年）に実施された県内80区制において巨摩郡切石村となり、1889年（明治22年）に周辺の手打沢村、寺沢村、夜子沢村と合併し、「南巨摩郡切石村」と名前が引き継がれたが、1892年（明治25年）に静川村に改称されている。1954年（昭和29年）の「昭和の大合併」で「南巨摩郡中富町切石」となり、さらに2004年（平成16年）には身延町・下部町と合併したことにより「南巨摩郡身延町切石」となり現在に至る。

## 世帯数と人口
2015年（平成27年）10月1日現在の世帯数と人口は以下の通りである。
| 大字 | 世帯数 | 人口  |
| ---- | ------ | ----- |
| 切石 | 72世帯 | 173人 |

## 交通
道路
- 中部横断自動車道中富インターチェンジ

富士川の対岸の下田原地区にある。
- 国道52号

山梨県と静岡県を結ぶ一般国道。同地区に富士川橋があるが、復員が狭い。中部横断自動車道中富インターチェンジが開通した際大型車通行用に国道52号を通り南へ約1kmの場所に中富橋が架橋されている。
- 山梨県道405号割子切石線

富士川橋を渡ると中部横断自動車道中富インターチェンジがあり、さらに久那土駅方面へ伸びている。
- 山梨県道421号遅沢静川線

以前は山梨県道418号曙静川線であった。なお、山梨県道418号は現在欠番となっている。
路線バス
- 身延町営バス
  - 身延駅 - 役場前 - 鰍沢口駅 - 富士川病院

高速バス
- 中央高速バス身延線 切石バス停

## 施設
- 身延町役場
- 正伝寺
- 善妙寺
- 身延町立静川小学校
- 日本郵便切石郵便局